# Grootneerlandisme

Hoe Groot-Nederland gevormd zou kunnen worden. (Kan ook zonder Brussel)

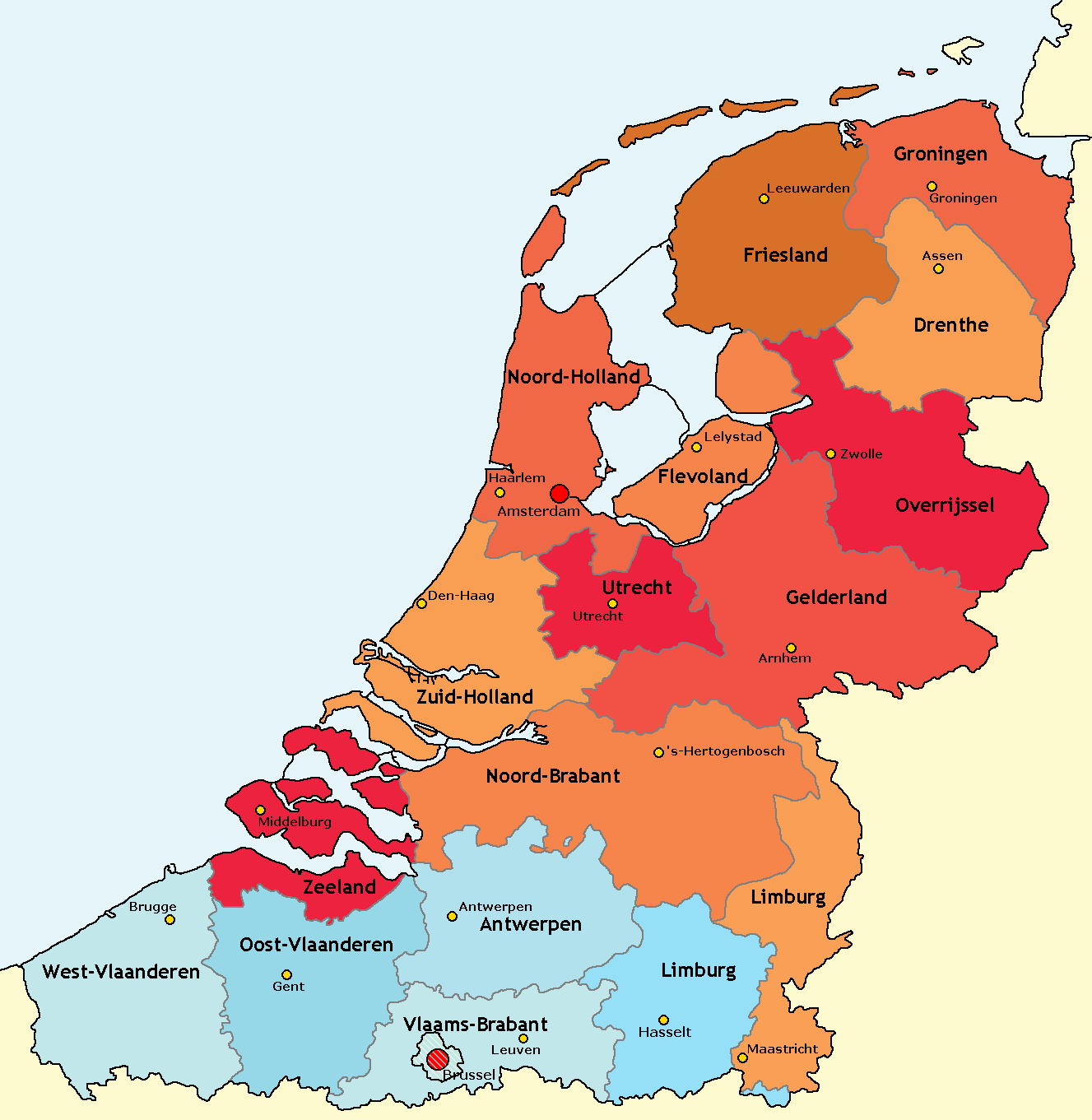
Groot-Nederland of Dietsland met provincies.

Grootneerlandisme of Groot-Nederlandisme is een irredentistische politieke stroming die beoogt om Vlaanderen en Nederland staatkundig te verenigen in een unitaire, federale of confederale Nederlandstalige staat. In de literatuur heet dit streven ook wel de Groot-Nederlandse gedachte. Groot-Nederland stond in het verleden ook bekend als Dietsland.
Grootneerlandisme is niet gelijk met Heel-Nederland dat de hereniging van België, Nederland en Luxemburg (en in sommige varianten ook Frans-Vlaanderen of zelfs de gehele Franse Nederlanden) beoogt. Anders dan Groot-Nederlandisten beogen voorstanders van een Heel-Nederland een meertalige staat.
| Vlag | Gebied          | Hoofdstad | Inwoners   | Oppervlakte (km²) | Munteenheid | Telefoon | Provincies |
|      | Nederland       | Amsterdam | 18 miljoen | 41.543            | Euro        | +31      | 12         |
|      | Vlaanderen      | Brussel   | 6.774.807  | 13.788            | Euro        | +32      | 5          |
|      | Groot-Nederland |           | 24.774.807 | 55.331            | Euro        |          | 17         |

## Voorvechters
Een grote voorvechter voor dit idee was de historicus Pieter Geijl die met zijn boek De Groot-Nederlandsche gedachte de eerste steen legde voor zijn visie. Daarna poogde Geijl in zijn vierdelige werk Geschiedenis van de Nederlandsche Stam een historische lijn in de samenhang van het Nederlands taalgebied te schetsen (tot 1798). Ook heeft hij zich voor de Tweede Wereldoorlog actief ingezet om aanhang te vinden voor zijn idee: een hereniging van het Nederlands taalgebied zou bij de Nederlandse volksaard passen.
In 2005 vatte jurist en CDA-politicus Andries Postma de argumenten hiervoor nog eens samen:
- Overeenkomsten in het stemgedrag.
- Taalkundige overeenkomsten dankzij de Nederlandse Taalunie en het Standaardnederlands.
- Economische overeenkomsten dankzij fusies tussen onder andere Fortis en ING en de vereniging van de Kamer van Koophandel.
- Gelijkenissen in het onderwijs, dankzij de GENT-akkoorden en de Nederlands-Vlaamse Accreditatieorganisatie.
- Culturele overeenkomsten als gevolg van het Cultureel Verdrag Vlaanderen-Nederland.
- Samenwerkingen tussen de TROS en de VTM en tussen de VRT en de NOS door de oprichting van BVN.

## Geschiedenis

### Ontstaan
De Groot-Nederlandse beweging ontstond aan het einde van de 19e eeuw. In België kwam de Nederlandstalige burgerij steeds meer in opstand tegen de bevoorrechte positie van het Frans bij de overheidsinstanties en in het openbare leven. De wens om de positie van het Nederlands in België te verbeteren leidde tot de oprichting van het Algemeen-Nederlands Verbond in 1895.

### Eerste Wereldoorlog en interbellum
De Eerste Wereldoorlog verscherpte de tegenstellingen tussen Franstaligen en Nederlandstaligen in België en de Flamenpolitik, het proberen overtuigen van de Vlamingen om zich aan de zijde van de Duitse bezetters te scharen om de greep op het bezette België te vergroten, zorgde voor een anti-Belgische reactie in de Vlaamse Beweging. Die anti-Belgische reactie werd nog gevoed door het aankaarten van grove misverstanden in het Belgische leger. Het verhaal deed de ronde dat Vlaamse soldaten de orders van de meestal Franstalige officiers niet konden verstaan en ze zo de dood ingejaagd werden. Ook de negatieve houding van de Franstalige soldaten tegenover de Vlaamse soldaten maakte de wens tot afscheiding van België en aansluiting bij Nederland alleen maar groter.
Het Algemeen-Nederlands Verbond kon aan het einde van de Eerste Wereldoorlog rekenen op een aanzienlijke aanhang in zowel Nederland als België, onder meer onder studenten. Onenigheid over de koers van de Vlaamse Beweging en de terughoudendheid van het ANV leidde echter tot een afscheuring van de radicale studentenafdelingen in het Dietsch Studentenverbond. Reimond Tollenaere en de dichter Wies Moens steunden het Grootneerlandisme, maar niet alle Vlamingen streefden naar separatisme of naar de staatkundige vereniging van Vlaanderen met Nederland. Tijdens het interbellum was de Groot-Nederlandse gedachte ook populair in Nederland.

### Tweede Wereldoorlog
Grootneerlandisme groeide in populariteit onder fascistische bewegingen tijdens het interbellum en de Tweede Wereldoorlog. Organisaties als Verdinaso en het Vlaamsch Nationaal Verbond in België en de Nationaal-Socialistische Beweging in Nederland werkten samen met nazi-Duitsland om te pleiten voor een Nederlandstalige eenheidsstaat, een wens die niet werd ingewilligd door de bezetter: de visie van Duitsland was een Groot-Germaans Rijk met het Duits als eenheidstaal.
Als reactie op de welwilligheid waarmee de VNV collaboreerde met de Duitse bezetter en het gebrek aan aandacht voor christelijke en 'Dietse' waarden in het manifest van de VNV splitste een deel van de VNV zich af in de groep Nederland Eén!. Deze groep pleitte óók voor samenwerking met de Duitsers, maar stelde geen duidelijke standpunten op voor hoe dat moest. Tijdens de bezetting werd Nederland Eén! verstoten door de VNV en verboden door de bezetter.
De Tweede Wereldoorlog zorgde voor de Duitse bezetting van niet alleen België, maar ook Nederland dat in de Eerste Wereldoorlog nog gespaard was. Even werd door aanhangers gehoopt dat de Duitsers een Groot-Nederlandse staat zouden toestaan, maar de SS zag echter niets in dat idee. In een Groot-Germaans Rijk moesten de verschillen tussen Duitsers, Nederlanders en Vlamingen verdwijnen en het Duits de gezamenlijke standaardtaal worden. Na verloop van tijd werd alle Groot-Nederlandse propaganda verboden met als reactie dat sommige groepen zoals Nederland Eén! in het verzet gingen tegen de nazi's. Vooraanstaande Groot-Nederlanders kwamen in gevangenschap terecht, zoals professor Pieter Geijl, Zwart Front-ideoloog Eugène van Wessem en enkele Nederlandse leden van Verdinaso.

### Naoorlogse periode
Na de Tweede Wereldoorlog verdween de Groot-Neerlandistische gedachte uit het gezamenlijk gedachtegoed, ten dele omdat de aanhang van het Groot-Neerlandisme zo nauw verbonden was met nationalistische en fascistische groeperingen. Enkele kopstukken van de Groot-Neerlandistische beweging werden gestraft voor collaboratie. Groot-Neerlandse organisaties kelderden in populariteit en fragmenteerden, totdat na de oorlog slechts extreemrechtse splintergroepen met een pro-Duits oorlogsverleden de beweging nog actief vertolkten. In de late jaren 90 streefden de Centrumdemocraten de vereniging van Nederland, Vlaanderen en andere Nederlandstalige gebieden na. De opkomst van de Benelux, de Europese Gemeenschap voor Kolen en Staal, en later de Europese Unie kwam tegemoet aan de wens voor meer samenwerking tussen Nederland en Vlaanderen zonder te streven naar een eenheidsstaat. Verdere toetreding van beide landen op politiek vlak werd vanaf dat punt vooral vanuit Europees verband benaderd.
In de 21ste-eeuwse geschiedenis wordt het idee voor een fusie tussen Nederland en Vlaanderen nog steeds aangehouden door sommige politici, vooral uit nationalistische hoek, al wordt de benaming Groot-Nederland daarbij zelden nog gebruikt. In Nederland heeft de Partij voor de Vrijheid zich positief geuit voor het fuseren van Nederland met Vlaanderen, maar daar geen verdere stappen toe gezet. In België heeft het Vlaams Belang zich in het verleden positief geuit, maar in latere partijmanifesten hun betoog voor een Groot-Nederlandse staat niet opgenomen. Ook N-VA-voorzitter Bart De Wever pleit voor een eenmaking van België / Vlaanderen en Nederland. Ook enkele extreemrechtse actiegroepen als Voorpost en de Nederlandse Volks-Unie voeren campagne voor het fuseren van Vlaanderen en Nederland. Sinds 2018 is de Groot-Nederlandse jongerenorganisatie de Geuzenbond actief in Nederland en Vlaanderen. Leden van deze organisatie hebben in 2021 de Groot-Nederlandse Studentenvereniging opgericht in Leiden. Er volgde een Nijmeegse tak in 2023.

## Steun in de naoorlogse politiek
In de naoorlogse politiek hebben personen van diverse - al dan niet politieke - stromingen zich eens of meermaals positief over dit idee uitgesproken. Deze zijn onder andere:

### België
- Boudewijn Bouckaert (LDD)[18]
- Siegfried Bracke (N-VA)[19]
- Peter De Keyzer, econoom[20]
- Bart De Wever (N-VA)[21][13]
- Filip Dewinter (VB)[22]
- Theo Francken (N-VA)[23]
- Sven Gatz (Open Vld)[24]
- Nelly Maes[25] (Volksunie)
- Matthias Storme (N-VA)[26]
- Louis Tobback (sp.a)[27]
- Tom Van Grieken (VB)[28]

### Nederland
- Bert Bakker (D66)[24]
- Thierry Baudet[29] (Forum voor Democratie)
- Frits Bolkestein[bron?] (VVD)
- Martin Bosma[22] (PVV)
- Jan Derk Domela Nieuwenhuis Nyegaard[bron?]
- Erik Jurgens (PvdA)[30]
- Hilbrand Nawijn[bron?] (Partij voor Nederland)
- Andries Postma (CDA)[30]
- Jan Terlouw (D66)[30]
- Geert Wilders[22] (PVV)[31][32][33][34]

## Onderzoeken naar de ondersteuning van de Groot-Nederlandse gedachte
Het Algemeen-Nederlands Verbond zocht aan beide kanten van de grens en in de Nederlandstalige diaspora naar aanhangers van een op taal en cultuur gebaseerde Groot-Nederlandse gedachte. In de Marnixring, de Orde van den Prince en onder de abonnees van Ons Erfdeel en Septentrion vindt men veel Groot-Nederlanders terug. Grensoverschrijdend gemeente-overlegorgaan Benego bepleit op praktische gronden ook een Groot-Nederland.
Volgens gehouden peiling van De Telegraaf was een kwart van de 3500 lezers voor het samengaan van Vlaanderen en Nederland. In Vlaanderen is de aanhang van het idee onduidelijker. Bij een onderzoek van Jaak Billiet van de Katholieke Universiteit Leuven uit 1999 bleek dat 1 à 2% van de Vlamingen gewonnen was voor het idee.
Het ANP meldde op 21 augustus 2007 dat uit onderzoek van TNS NIPO was gebleken dat ruim 85% van de Nederlanders een intensievere samenwerking met Vlaanderen wel zag zitten en dat 77% voor een samenvoeging van de twee gebieden is.

## Twistgebieden

### Brussel
Het sterk verfranste Brussel wordt niet altijd meegenomen in het geografisch concept van Groot-Nederland. Hierdoor zou Brussel een enclave in Groot-Nederland vormen omdat het geografisch in Vlaanderen ligt en niet tot Wallonië behoort. Volgens sommigen moet Brussel echter toch bij Groot-Nederland horen omdat het historisch gezien een Nederlandstalige stad was en omdat het de officiële hoofdstad van het Vlaams Gewest en de Vlaamse Gemeenschap is. Anderen vinden dan weer dat door de verfransing Brussel bij Wallonië hoort of dat Brussel een onafhankelijk Europees Hoofdstedelijk District onder leiding van de Europese Unie moet worden. Dit is vergelijkbaar met Washington D.C. en het Australisch Hoofdstedelijk Territorium. Nog anderen pleiten voor Brussel als condominium tussen Nederland en Wallonië (of Frankrijk in geval van rattachisme).
Groot-Nederland is een term die alleen betrekking heeft op Europa; volgens Van Dale is Groot-Neerland immers: "het gehele gebied in Europa waar Nederlands gesproken wordt". Anders dan Heel-Nederland omvat Groot-Nederland bovendien noch Wallonië, noch Luxemburg. Frans-Vlaanderen, dat historisch gezien Nederlandstalig was, wordt eveneens slechts zelden tot Groot-Nederland gerekend. Groot-Nederland is dus beperkt tot Vlaanderen en Nederland, al dan niet met inbegrip van Brussel.

## Verwante begrippen

### Heel-Nederland
In de Vlaamse Beweging wordt soms de term Heel-Nederland gebruikt waar het eigenlijk Groot-Nederland zou moeten zijn. Terwijl deze term eigenlijk verwijst naar het verenigen van de hele Benelux. Deze begripsverwarring heeft te maken met het idee dat de Nederlandstalige natie zich zou definiëren als een volkseenheid die het Nederlands als taal hanteert. Deze natie zou dan bestaan uit Nederland, Vlaanderen en Frans-Vlaanderen die een eenheid zouden vormen op grond van het feit dat dit Nederlandstalige volk daar al eeuwenlang zou verblijven.

### Orangisme
De vlag leidt vaak tot verwarring met het begrip orangisme in Belgische zin. Orangisme is gericht op het Huis van Oranje-Nassau en Grootneerlandisme meer op de staatkundige en culturele problematieken. Niettemin zijn de scheidslijnen in Vlaanderen vrij dun geworden door de speculatie dat de Belgische monarchie Fransgezind zou zijn.
Een Groot-Nederland kan streven naar een monarchie of dubbelmonarchie, de terugkeer van het stadhouderschap, een republiek, een unie, een eenheidsstaat, een federatie of een confederatie. Dat alles kan natuurlijk desgewenst ook binnen de Benelux of de Europese Unie.

### Dietsland
De term Diets stamt af van het woord 'Þeudisk' (volk) en betekent in de Germaanse talen van het volk of volks.
Rond de 16e eeuw werd ze geschreven als Duytsch, en gebruikt om de middelnederlandse talen aan te geven. Het bekendste voorbeeld hiervan is in het Wilhelmus vastgelegd: Wilhelmus van Nassouwe ben ick, van Duytschen bloet. Willem kwam overigens van Dillenburg in het Duitse Nassau.
In de eeuwen daarna is het woord twee kanten opgegaan: naar Nieuwnederlands enerzijds (Duytsch-Dietsch-Diets), en naar Hoogduits anderzijds (Duytsch-Duitsch-Duits).  Dit is te verklaren door eenzelfde woord van die tijd, 'edelluyden', dat na verloop van tijd ook veranderde in twee verschillende vormen: edellieden en edellui(den). Zo ook werklieden-werklui, scheepslieden-scheepslui en kooplieden-kooplui. Nederlands en Duits worden soms ook Nederduits en Hoogduits genoemd.
Na de Duitse eenwording koos de machtigste deelstaat Pruisen voor het gebruik van de term deutsch en zodoende voor Deutschland, dus 'land van het volk'.
De Lage Landen namen een verbastering aan van de term voor de Nederlanden: Dietsland.